# Баличі
Ба́личі — село в Україні, у Яворівському районі Львівської області. Населення становить 834 осіб. Орган місцевого самоврядування — Шегинівська сільська громада, до якої входять 30 сіл.

## Розташування села
Розташоване за 14 км від райцентру і за 7 км від залізничної станції у селі Мостиська Другі.
Із заходу Баличі простягаються у бік сходу на 5 км, поділяються на три частини: Гора, Долина та Сущина. Гора — це досить високе підвищення, Долина — низовина, а назва Сущина походить від того, що власником тієї частини землі був наприкінці XVII ст. поміщик Суський.
На заході Баличі межують з селом Великі Новосілки. Шість кілометрів від Балич на північному заході прикордонне село Шегині. У цьому ж напрямку за три кілометри село Хатки. На сході села Тщенець, Волиця, на південному сході від Балич село Чишки, Конюшки, а на півдні село Мочеради.
Традиційні земельні угіддя здебільшого мають свої назви, які передаються із покоління в покоління. Назви полів такі: Вірень, Луг, Дубина, Баличиска, Борисівка, Янушеве, Волулісок, Скитник, Копань, Руди, Біля Потоків, Поліятина, Потічки, Ставки, Парцелі, Козловщина, Динисова гора, Куритино, Підграбельком, Вільшина, Йопова, За Дубком, Підзавалі.

## Походження назви села
Існує три версії походження назви села Баличі: перша походить від прізвища поміщика Балицького, або першого власника «Балича», друга, від слів «палі», «балі» що пов'язується із розташуванням села у лісистій місцевості, де — лісоруби складали дерева в купи, які називали «палі» «балі», третя версія походить від того щой, значна частина села розкинулась в балці, у долині, низовині, між горбами.

## Археологія
На території села Баличі ще 1902 року велися археологічні розкопки. Було досліджено 19 курганних могильників, та знайдено кременевий ніж і кременевий серп, великий глечик виготовлений з глини, що зберігся зараз у Львівському історичному музеї. Курганні могильники передкарпатської культури шнурової кераміки. (III — перша половина II ст. до н. е.). Це культура великої групи землеробсько-скотарських племен лісостепової зони Середньої Європи. Спільною ознакою їх пам'яток було поширення шнурового орнаменту на глиняному посуді, який і дав назву культурі.

## Історія
Слід підкреслити, що існують версії про заснування села в XIII ст. Окремі дослідники твердять що першими жителями цього давньоруського поселення були полонені ятвяги і мадяри за князя Данила Галицького. Подібну гіпотезу висловлює також автор хронік присвячених останнім родинам власників місцевих маєтків, вважаючи, що поселення засноване ще раніше полоненими печенігами.

### У складі Королівства Польського (з 1387—1569) та Речі Посполитої (1569—1772)
Найдавніша писемна згадка, котра стосується Балич сягає початку XV ст. Син Петра, Ванько придбав у 1400 році частину Балич у Яна Чеха, перемишльського міщанина. Той же Ванько, вже перемишльський війт у 1424 p., фундатор мистецьких зібрань при катедрі в Перемишлі користувався гербом Задора, а прізвище своє, як і його сини мабуть взяв від новопридбаного села Баличі. Правда, кілька частин села належало тоді до кількох інших родин, наприклад: Островським і Тарновським. Однак, більша частина села була власністю нащадків Ванька. Всі вони носили прізвище спочатку «з Балич», а потім Балицькі.
В 1616 році був складений дарчий запис Білковської Євфросинії своєму сину Івану на село Баличі.  Близько 1624 р. частина села, що належала Балицьким перейшла у власність родин Германовських і Ромерів.
30 грудня 1649 р. була подана скарга Яна Цєклінського про напад селян з села Баличі на стада Яна Цєклінського, які він гнав з села Лісовичі через Баличі до села Золотковичі.
У другій половині XVII ст. частину села Балицьких, придбав Ян Кароль Харчевський. Крім частини Балич в його власності перебувало село Вірко (поблизу Перемишля), а також Золотковичі поблизу Гусакова.
Під кінець XVII ст. власниками Балич були три родини: Харчевські, Козловські, Суські. (Звідси і назва частини села — Сущина). В 1673 році шляхтичами Суськими була написана заява, про сплату перемишльським мечником Хмелевським Франциском суми, взятої під заставу частини маєтків в селі Баличах.
Після Яна Кароля Харчевського його маєтком оволодів син Францішек, підчасний сяноцький, з 1725 р. війт Перемишля, а згодом його син Кароль (помер в 1752 р.), що був перемишльським каштеляном, був одружений з Йоанною Злочовською. В нього було три дочки: Кароліна, одружена з Алойзем Баваровським (померла 1802 р.), теребовлянським підчашим, а також Констанція і Мар'яна (неодружені).
В 1765 р. найбільшою частиною села оволоділи шляхтичі Баваровські, які викупили у попередніх власників землі, зокрема Сущину і Козловщину. Після смерті Алойзема Баваровського Баличам знов загрожував поділ на чотири рівні частини між його дітьми: Гоноратою Дрогойовською, Юзефом і Войціхом Баваровським, а також Катериною Манчинською.

### Австрія та Австро-Угорщина (1772—1918)

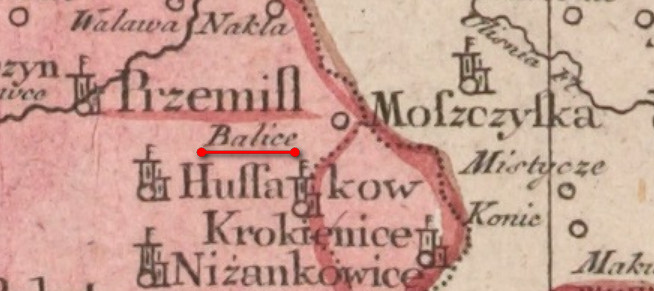
Баличі на карті Королівства Галичини та Володимирії

Юзеф Баваровський (помер у 1851 р.) сплатив за маєток рідним у 1803 р. І став його одностайним власником. Будучи неодруженим, в 1833 р., заповів свій маєток своєму племіннику Станіславові-Северинові Дрогойовському (1790—1854), синові Онуфрія і Гонорати з роду Баваровських. Северин Дрогойовський, власник сіл Баличі, Крукеничі, Боменовичі, Томановичі, Лицка Воля жив на широку ногу, утримуючи в Баличах зразкову конюшню, вівчарник і сад. Господарював уміло, однак потрапив у борг. 1858 р. за домовленістю Дрогойовських (Юзефа, Зигмунда, Казимира) Баличі знову належали одному власникові, найстаршому синові Юзефу Дрогойовському (1829—1886). Юзеф в 1872 р.продав Баличі Генрикові Лончинському. В свою чергу цей продав свій маєток через два роки Броніславові Скібнєвському, синові Віктора і Антоніни з роду Залєських, власника Нового Поріччя на Поділлі: Броніслав Скібнєвський (1830—1904) був одружений з Ольгою Дідушицькою із Сидорівки.
Крім Балич, він ще купив у князя Адама Сапєги 1892 р. досить великий маєток в Глибокій на Буковині, а кілька років пізніше Мацьковичі під Перемишлем. Натомість продав спадщину по батькові Дунаївці на Поділлі. В нього було одинадцятеро дітей. В Баличах осів син Володимир Скібнєвський (народився 1884 р.) одружений з Анною Дідушицькою з Мартинова. Він був останнім землевласником Балич, тобто до вересня 1939 року.
17 квітня 1848 року у Відні цісар підписав закон про знесення панщини, звільнення селян від повинностей й надання їм волі. Цей закон проголошено на розгляді 22 травня 1848 року.
Скасування панщини було проведене з повним нехтуванням інтересів селянської верстви. Крім фінансового відшкодування, яке селяни мали платити своїм панам, у руках дідичів залишилися 89,57 відсотка лісів і непропорційно велика кількість пасовиськ, що робило селянина залежним від дідича у господарському відношенні.
Галицькі пани дідичі, спираючись на вказівку імператорського закону від 17 квітня про необхідність укладання селянами «добровільних» угод з панами за користування сервітутами, лісами і пасовищами, заборонили селянам користуватися тими лісами й пасовиськами, які вони в минулому у них же забрали.
Хрести свободи, на знак скасування панщини які є пам'ятниками досить часто населення зводило знищення панщини в Галичині 3 травня 1848 року. Встановлювали їх майже в усіх селах: де дубові, де кам'яні, а де й фабричні чавунні на кам'яних постаментах. Переважна більшість їх мала на собі вибиті відповідні написи та дати встановлення. У деяких селах з цього приводу споруджували каплиці, інколи й церкви або ж насипали могили. Майже завжди біля пам'ятників знесення панщини садили два або чотири дерева здебільшого липи. Значна частина хрестів свободи була встановлена, а можливо, тільки обновлена в 1898 р. коли Галичина святкувала 50-річчя скасування панщини.
Від 1848 року в селі, при центральній дорозі, при в'їзді до Балич зі сторони села Шегині на високому кам'янистому постаменті стояв хрест свободи навколо нього росли чотири високих липи.
Однієї травневої ночі 1962 р., таємно було знищено хрест. Сільське начальство таємно дає наказ трактористові, щоб той вночі зачепив ланцюгом постамент і повалив разом з хрестом. І саме в той час, коли тракторист накинув ланцюги на хрест і почав його руйнувати, з роботи поверталися два односельчани з станції Мостиська-II, які працювали на залізниці. Бачили як сильно загурчав трактор, рванув, і хрест разом з постаментом звалився на землю. Ніби сам Бог надіслав тих двох чоловіків, щоб вони розповіли людям, односельчанам, хто той злочинець, що зруйнував історичний пам'ятник — хрест свободи.
На другий день в селі вже знали, що сталося при дорозі темної ночі, шукали між собою, але боялися відкрито виявити свій гнів. Минуло кілька днів. Дорогою біля подвір'я тракториста-злочинця їхав священник. Цей тракторист в той час стояв на подвір'ї і побачив, що священник хреститься і голосно кричить: «Хай Бог Благословить!». В цю хвилину тракторист злякався, думаючи що священник знає, що він накоїв кілька днів тому. Чоловік почав бігти і голосно кричати: «То не я! То не я! То залізо зробило (трактор)». Є народне прислів'я: « На злодію шапка горить!»
Мешканці села: Дутко Ярослав, Стрижак Іван разом з своїм зятем Стасечком Іваном в червні 1990 році поставили на тому самому зруйнованому місці хрест свободи. Спорудили хрест і поставили металеву огорожу навколо нього. Лісник Кавійчик Мирон посадив біля хреста чотири ялини. Односельчани доглядають хрест свободи.
Українці 2 травня 1848 р. заснували у Львові «Головну Руську Раду» під проводом єпископа Григорія Яхимовича, яка складалася з 30 членів. Головна Руська Рада 9 червня у своєму зверненні до цісара Фердинанда висловила домагання, «щоб ті простори, що є замешкані русинами, творили для себе провінцію з осідком політичної крайової управи у Львові… та щоб ті части краю, які замешкують мазури відділено від руської провінції, бо вона має польське населення».
Головна Руська Рада видала свій маніфест до народу, у якому сповіщала про своє заснування, підкреслила єдність українців під Австрією з українцями під російською займанщиною. Одночасно Головна Руська Рада почала видавати у Львові свій власний пресовий орган, перший український часопис народною мовою, «Зоря Галицька».
З відновленням реакційного режиму в Австрії і приходом до влади в Галичині губернатора помека графа Агенора Голуховського Головна Руська Рада мусила припинити свою діяльність у червні 1851 р. Хоча ГРР була змушена ліквідуватися, справа поділу Галичини була завжди актуальною.
В 1867 р. Галичина отримала статус автономії Австро-Угорської імперії.
В березні 1897 року відбувалися вибори до австро-угорського парламенту. По округу Перемишль-Мостиська-Добромиль кандидатом від селян був Іван Франко. Вибори фальсифікувалися, а тому селяни виступили з протестами. В Баличах селяни накинулися на урядовця, що схопив виборчу урну і втік до пана на фільварок. Вони хотіли його побити, але жандарми заступилися. На другий день в село приїхало кілька ескадронів угорських гусарів, зігнали всю громаду на пасовисько. Потім закували їх в тяжкі кайдани й кількасот людей поставили вряд по двоє. А щоб ті не втекли, перев'язали через їхні руки довгі дрюки. Останнім прив'язали до дрюка Петра Новаківського, брата Стефана, що поширював агітацію по селах за Івана Франка. В той спосіб полонених селян прогнали до в'язниць Перемишля. Дивовижна колона розтягнулася по дорозі на кілька кілометрів.

#### Палац Баворовського
Згідно з місцевими переказами великий двоповерховий палац у Баличах, заснований в середині XV ст. простояв до 1945 р. В ньому було 43 кімнати. В перших століттях свого існування палац (тобто замок) мав захисні функції — стіни в середній частині сягали півтораметрової товщини.

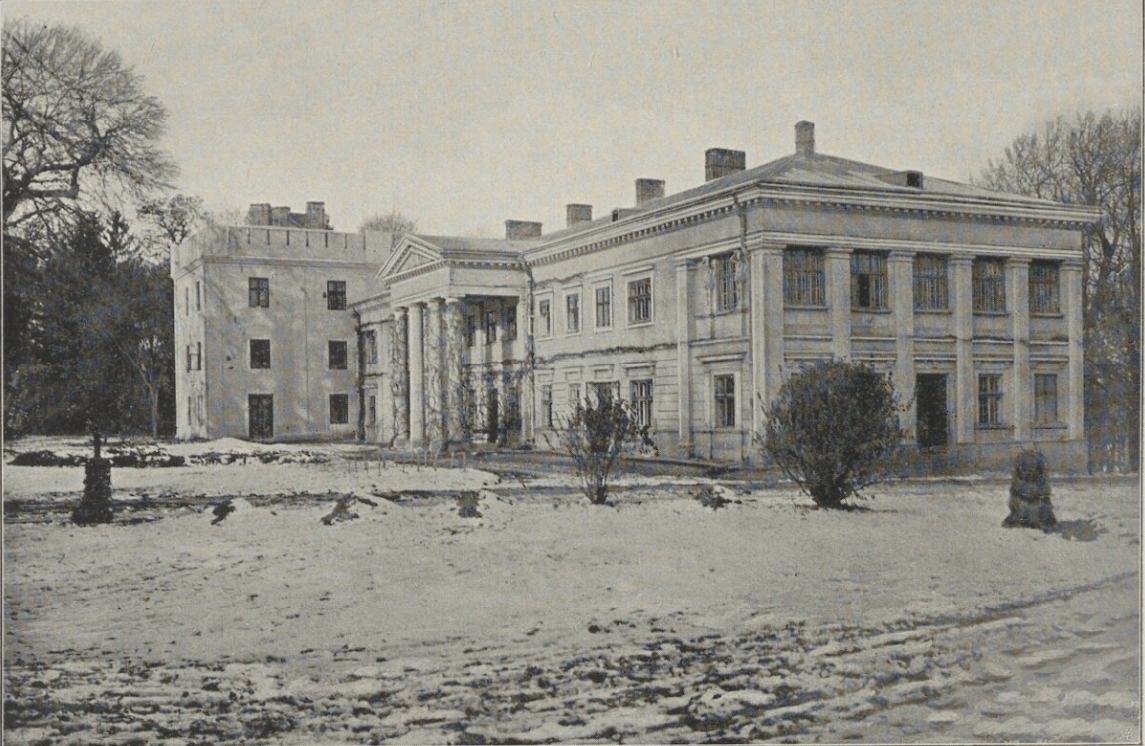
Палац Баворовського (зруйнований радянською владою 1945 р.)

Замок був своєрідною фортецею на схід від Перемишля.
У 1874 р. Балицький палац замок зазнав пожежі, згоріла переважна частина будівель з XIX ст. після пожежі палац був відбудований, і в такому стані він простояв до 1939 року. Палац, який походив з різних епох і зазнав багатьох змін, все-таки зберіг вигляд однотипної будівлі із симетричним розташуванням кімнат.
В тринадцятиосьовому фасаді виступали три акцентри: на головній осі портик із чотирма тосканськими колонами, розташованих в однаковій віддалі, а також два образні ризаліти на крайніх осях, колони портику тримали гладкі балкони. Всередині фронтону був гербовий картуз власника маєтку. Бічні псевдоризаміти були закреслені рамами чітко окреслених піснястрів. Перший поверх палацу оживляли округлі прикраси, які були над вікнами.
Другий поверх палацу мав гладку штукатурку із скромним обробленням вікон. Тільки вікна прямих ризалітів на другому поверсі мали багатшу оздобу — профільних атлантів, які підтримували балкони. П'ятиосьові бічні фасади були розчленовані тосканськими пілястрами, подібно як колони портику. Бічний фасад від саду був таким самим як зі сторони парадного під'їзду, тільки мав п'ятикінцевий ризаліт з просторою терасою на першому і балконом на другому поверсі. Всі фасади увінчував широкий гладкий пояс штукатурки. Палац був накритий гладким чотириспадистим дахом, раніше з гонтя, пізніше — з бляхи. Найстарша частина палацу мала дві великі кімнати, а по боках були амфілади кімнат. Обидва пізніше побудовані крила мали ряд клітки. Правдоподібно під час перебудови будинку після пожежі з двох просторових покоїв було зроблено велику залу. В 1939 р. середину фронтального тракту займав просторий вестибуль з парадними дубовими сходами. Зі сторони саду знаходився висунутий ризалітом великий салон. До обох цих приміщень з правої сторони прилягала їдальня з вікнами: два від саду і два від фронту. Дві кімнати з лівої сторони служили салонами, а всі інші на першому поверсі були житловими кімнатами
Ідентичний вигляд мала середня частина палацу на другому поверсі. Всі внутрішні кімнати палацу Баворовського прикрашав кольоровий паркет. Все це з давніми художніми меблями знищила пожежа. Предмети, які встигли зібрати Скібнєвські, серед них картини, книги, портрети були знищені під час першої світової війни. В Міжвоєнний період з давнього обладунку уціліло тільки дві округлі пічки і два мармурові каміни. Уціліла їдальня з касатоновою стелею. Чудом збереглася порцеляна. По лівій стороні палацу Броніслав Скібнєвський побудував триповерховий павільйон з неоготичним дахом, що не гармоніювало з класичним стилем палацу.
В 1920 р. павільйон був розібраний. З правої сторони в тому самому стилі, що палац був збудований флігель. Обидва будинки стояли серед старовинного дуже мальовничого парку, який займав 5 гектарів. Поблизу дому був мальовничий ставок. В парку росли кількасотлітні дуби, буки червоні, липи, клени, берези, в'язи і ряд місцевих білокорих дерев. Перед палацом і за ним простягалися гарні травники, прикрашені живоплотом і клумбами з квітів.

### Період ІІ Речі Посполитої
В складі ІІ Речі Посполитої до 1934 самостійна територіальна спільнота (гміна, волость). Опісля належали до колективної (гміни) волості Гусаків в Мостиському повіті Львівського воєводства. Після поділу Польщі 1939 р. між СРСР та Третім Рейхом, село ввійшло в адміністративні структури Радянського Союзу (Мостиський район Дрогобицької області УРСР).

### Повстанський рух 40-50 рр. ХХ ст.
Бочарський Остап (1902—1987), с. Баличі, вояк УПА, псевдо «Вовк». Був важко поранений у с. Мочеради або в Балицькому лісі, схоплений, засуджений на 25 років і висланий у Сибірські концтабори. Повернувся хворий. Поселився в Зимній Воді, трохи дякував там у церкві. Помер і там похований.
Дутка Роман, 1923 р. н., с. Баличі, член ОУН. В УПА пішов у 1943 р., псевдо «Соловей». Був сотенний у СБ. Загинув, виконуючи якесь важливе завдання, біля Перемишля у 1945 р.
За другою версією, він міг загинути у с. Хідновичі 20 січня 1945 р., позаяк в облаві у цьому селі тоді загинули невідомі вояки УПА «Орлик» і «Соловій», а «Сергієві» (він же Василь Калита із с. Шегині.-В. 3.) вдалося відійти.
Євочка Остап, син Михайла, із с. Баличі, псевдо «Вуйко». Пішов в УПА 1944 р. Потрапив в облаву, у нерівному бою відбивався до останнього набою, був поранений, потім убитий. Чекісти прив'язали його мертвого до коня і тягли через усе село на прикордонну заставу. Це було 7 січня 1949 р. на Різдвяні свята. Біля прикордонної застави викинули його в сніг коло тернини, поховати тіло заборонили. Труп лежав, доки його не розтягли голодні собаки і дичина. Псевдо цього вояка було «Зуб» або «Зуп» (можливо, додаткове). Згідно з архівом КГБ, Євочка загинув у с. Нагірне 07.01. 1949 р., можливо, був облавниками перевезений для опізнання в своє село.
Колишак Михайло, 1923 р. н., с. Баличі, син Йосипа, член ОУН, вояк УПА. Його, пораненого у бою з облавниками у Балицькому лісі, забрала сестра до Львова в лікарню. МГБ дізналося (або хтось підказав), і його схопили у Львові у 1946 р. і повісили. Псевдо його «Сіром» або «Шрам».
Мусійовський Михайло, с. Баличі, вояк УПА. Загинув у своєму селі.
Мусійовська Текля, с. Баличі, зв'язкова, вбита в облаві на території району. Місце поховання невідоме.
«Дуб» — невідомий командир, референт пропаганди Хирівського районного проводу ОУН. Загинув у с. Баличі 31.10.46 р.
Терендій Марія, із с. Баличі, зв'язкова. Убита в облаві на території району. Де похована — невідомо.

### Радянський період
У часи Другої світової війни на боці радянської армії воювали 205 селян, з них 82 особи загинули. Згодом встановлено пам'ятник односельцям, які загинули у війні.
1949-го у селі створено комуністичну партійну організацію. У селі була головна садиба колгоспу «Перемога» (2747 га землі, зокрема 1727 га ріллі), що спеціалізувався на м'ясо-молочному тваринництві й вирощуванні технічних культур.
Починаючи з 60-х років XIX ст. виникають різні товариства, які знаменували собою дальший поступ у відроджені не лише національного духу, а й поширені знань у середовищі українців освіти та елементарних навичок агрокультури.
Станом на 1977 рік працювала середня школа (402 учні, 27 вчителів), бібліотека (10200 книг), дитсадок, ФАП, дитсадок, клуб на 220 місць і дві крамниці.

## Церква Різдва Пресвятої Богородиці
Вперше церква св. Івана в селі згадується в документах 1456 р. У документі 1572 р. вже названа церква Різдва Пр. Богородиці. Попередня дерев'яна будівля походила з 1617 р. Це був тризрубний одноверхий храм, увінчаний на високому зрубі нави восьмибічним наметовим верхом з ліхтарем і маківкою, поставленим на низький світловий восьмерик. На емпорі над бабинцем була каплиця, оточена відкритою аркадою-галереєю. По вибудуванні у 1907 р. нової мурованої церкви стару розібрали.
Теперішня споруда хрещата в плані з дещо укороченими боковими раменами, увінчана над середхрестям світловим восьмибічним барабаном, накритим шоломовою банею. У 1908 році в церкві встановлено новий дубовий іконостас з 36 образами, а також зведено нову дерев'яну дзвіницю.
|                                            |
| Церква Різдва Пресвятої Богородиці 1900 р. |

|                                                             |
| Церква Різдва Пресвятої Богородиці, сучасний вигляд 2014 р. |

|                                            |
| Церква Різдва Пресвятої Богородиці 1917 р. |

## Костел благовірної Броніслави

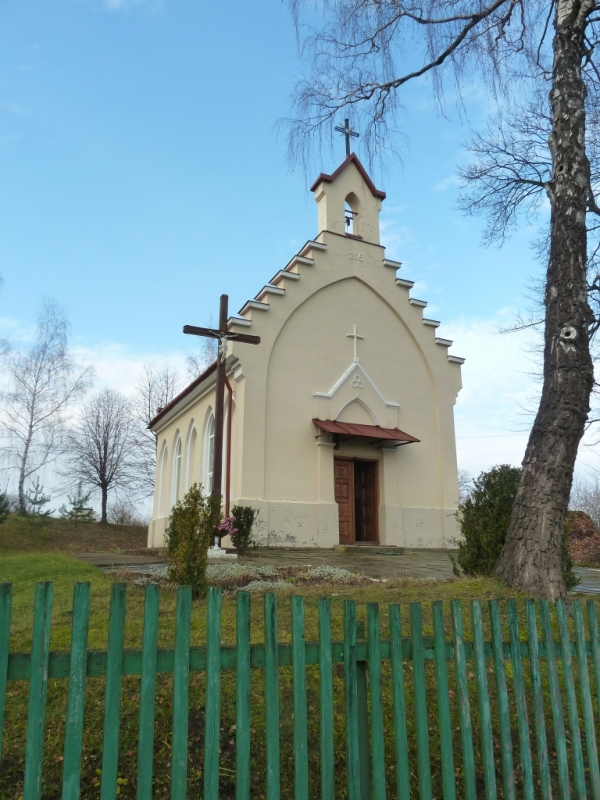
Костел благовірної Броніслави

Римсько-католицька громада села належала до парафії Гусаків. У 1895 році у Баличах було споруджено муровану каплицю коштом Скібневських, яку 1898 року освятив о. Ф. Бродовський. 30 червня 1919 р. постала парафіяльна експозитура завдяки Скібневським. У 1924—1927 роках було збудовано парафіяльний будинок і 5 листопада 1927 р. засновано парафію. 1928 року святиню покрили новою бляхою. З 50-х років ХХ століття по 1989 рік костел було закрито (колгоспний склад). Нині храм відремонтовано.
Парафію обслуговують дієцезіальні священники з парафії св. Йосипа Ремісника у Шегинях. Належить до Мостиський деканату Львівської архідієцезії.

## Галерея
|                                               |
| Церква Різдва Пресвятої Богородиці в с.Баличі |

|                                                |
| Церква Різдва Пресвятої Богородиці в с. Баличі |

|                                               |
| Церква Різдва Пресвятої Богородиці в с.Баличі |

|                                          |
| Каплиця Діви Марії на «Сущині» с. Баличі |

|                                        |
| Каплиця Діви Марії на «Горі» с. Баличі |

|                                                        |
| Костел благовірної Броніслави с. Баличі (вигляд фасад) |

|                                                            |
| Костел благовірної Броніслави с. Баличі (вигляд зсередини) |

|                                                        |
| Костел благовірної Броніслави с. Баличі (вигляд анфас) |

|                    |
| Ставок у с. Баличі |

|                            |
| Лебеді на ставку в Баличах |

|                                |
| Ставок в Баличах вид на Церкву |

|                                       |
| Балицький НВК, середня школа та садок |

|                                                   |
| Погруддя Т.Г. Шевченка на подвір'ї Балицького НВК |

| |
| Пам'ятник воїнам УПА, воїнам, загиблим у ІІ Світовій Війні та репресованим радянським режимом у с. Баличі |

| |
| Пам'ятник воїнам УПА, воїнам, загиблим у ІІ Світовій Війні та репресованим радянським режимом в с.Баличі |

|                                          |
| Пам'ятник Невідомому радянському солдату |

|                        |
| Балицька сільська рада |

|                        |
| Балицька сільська рада |

## Постаті
- Матис Андрій Станіславович (1996—2023) — сержант державної прикордонної служби України, учасник російсько-української війни.